# Брестелнік
Брестелнік (рум. Brestelnic) — село у повіті Караш-Северін у Румунії. Входить до складу комуни Сікевіца.
Село розташоване на відстані 335 км на захід від Бухареста, 66 км на південь від Решиці, 128 км на південний схід від Тімішоари.

## Населення
За даними перепису населення 2002 року у селі проживали 29 осіб, усі — румуни. Усі жителі села рідною мовою назвали румунську.